# 马林1
马林1（Malin 1）是一个位于后发座的螺旋星系，也是一个低表面亮度星系。马林1的直径长达65万光年，比银河系大6倍。它于1986年被天文学家大卫·马林发现，是第一个被确认的低表面亮度星系。中心最亮的核心部分长约3万光年。马林1虽然是目前发现的最大螺旋星系之一，然而，由于悬臂亮度极低，几乎看不见，只有中心部位比较清楚，所以整体亮度很暗。

## 图集

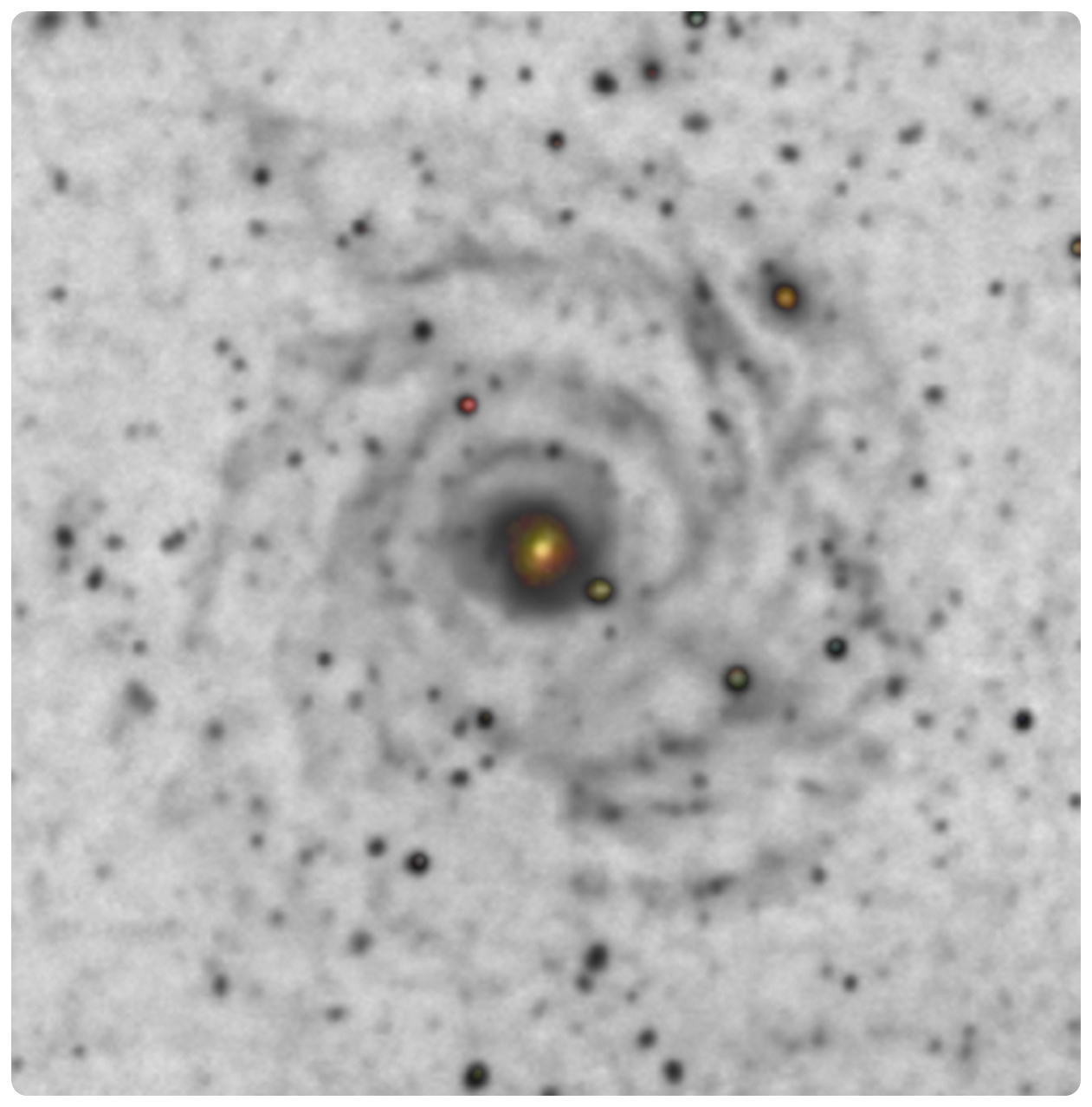
马林1及其暗淡的悬臂
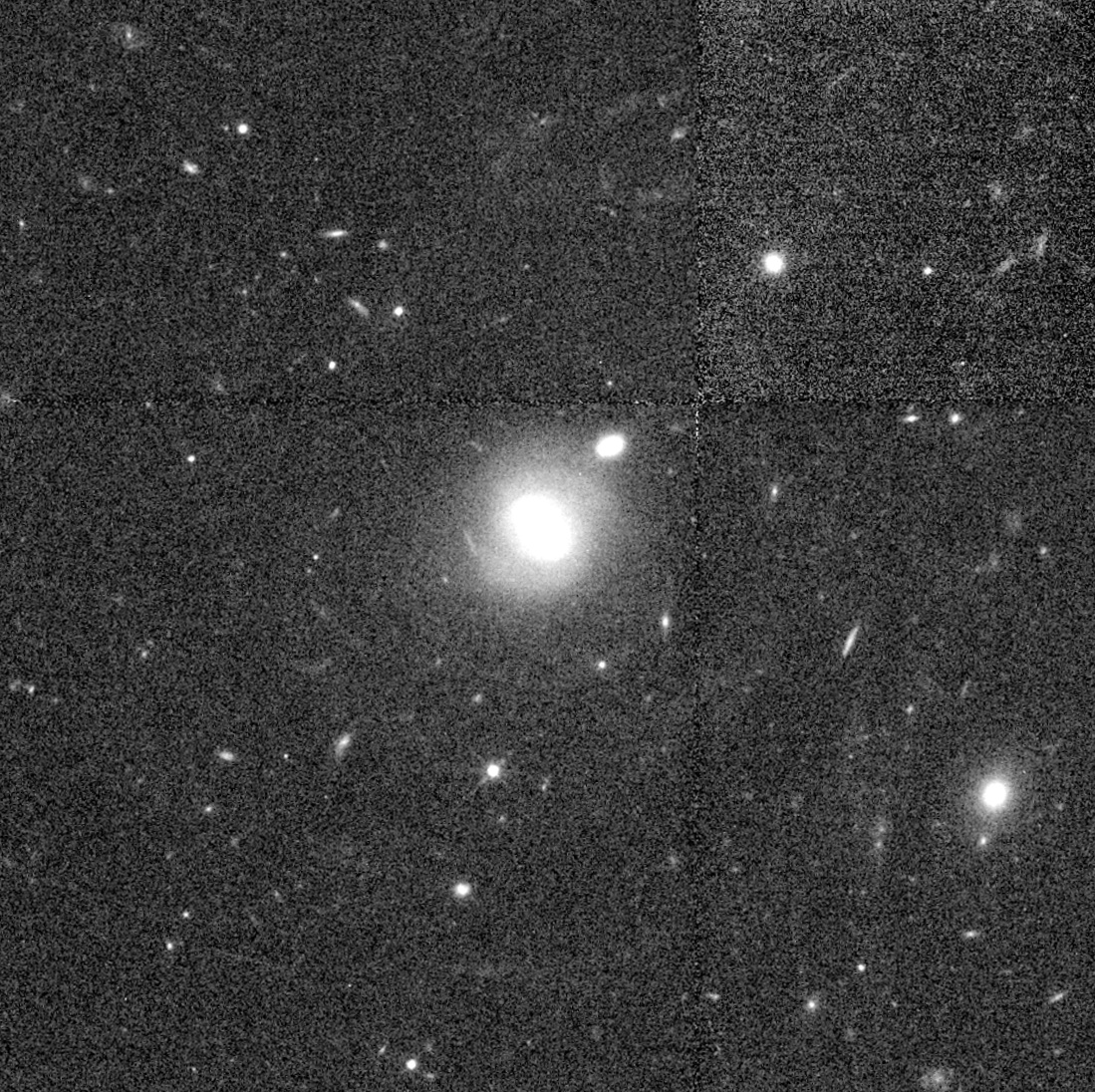
哈勃太空望远镜拍摄